# 拉图什
拉图什（法語：La Touche，法語發音：[la tuʃ]）是法国德龙省的一个市镇，位于该省西南部，属于尼永斯区。

## 地理
拉图什（44°30'54"N, 4°53'13"E）面积8.29 平方千米，位于法国奥弗涅-罗讷-阿尔卑斯大区德龙省，该省份为法国东南部内陆省份，北起顺时针与伊泽尔省、上阿尔卑斯省、上普罗旺斯阿尔卑斯省、沃克吕兹省和阿尔代什省接壤。
与拉图什接壤的市镇（或旧市镇、城区）包括：拉巴蒂罗朗、蒙茹瓦耶、波特昂瓦尔代讷、皮日龙、瓦尔丹地区罗谢福尔。

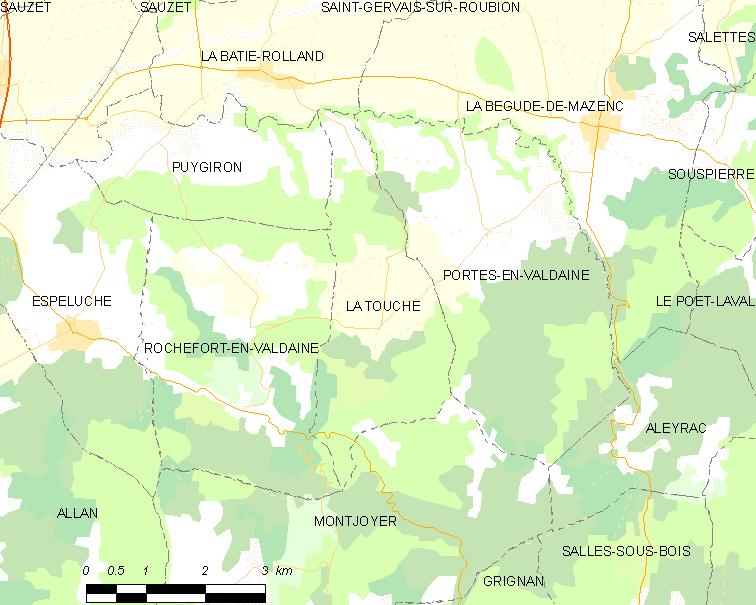
拉图什的OSM定位图

拉图什的时区为UTC+01:00、UTC+02:00（夏令时）。

## 行政
拉图什的邮政编码为26160，INSEE市镇编码为26352。

## 政治
拉图什所属的省级选区为迪约勒菲县。

## 人口

1962-2008年间拉图什人口变化图示

拉图什于2022年1月1日时的人口数量为260人。